# Хавільдар
Хавільдар або хавальдар (гіндустані: हविलदार або हवलदार (Брахмі), حوالدار (арабська)) — звання в індійській та пакистанській арміях, еквівалентне сержант. Воно не використовується в кавалерійських частинах, де еквівалентом є даффадар.
Як і британський сержант, хавільдар носить три знаки розрізнення у вигляді шеврону.

## Історія
"Хавільдар" — слово перського походження і означає "відповідальна особа", або вільніше "начальник", від арабського حواله ("обов'язок", "відповідальність") і перського دار (дар, "власник"). Історично хавільдар був старшим командиром, відповідальним за форт за часів імперії Великих Моголів. Воно використовувалося як еквівалент сержанта в Британському Раджі, що призвело до його сучасного використання.

## Призначення

### Індійська армія
Хавільдари могли бути додатково призначені на посади вищої влади. Посади ротного квартирмейстера хавільдара та ротного хавільдара майора існували в Британській Індійській армії. Історично два найстарші хавільдари роти ставали CQMH (Старшина квартирмейстера роти) та CHM. Однак це були лише призначення, і командир міг підвищити або понизити будь-яке з цих звань на свій розсуд. Ці призначення технічно все ще існують у сучасній Індійській армії. Однак хавільдари тепер підвищуються безпосередньо до звання молодший комісований офіцер, оскільки обов'язки цих історичних призначень тепер виконуються JCOs.
Ротний квартирмейстер хавільдар (CQMH), еквівалент ротний квартирмейстер сержант, допомагав квартирмейстеру в управлінні ротними складами. Знаками розрізнення були три шеврони з емблемою Лева Ашоки зверху.
Ротний квартирмейстер хавільдар (CQMH), еквівалент ротний квартирмейстер сержант, допомагав квартирмейстеру в управлінні ротними складами. Знаками розрізнення були три шеврони з емблемою Лева Ашоки зверху.
 Ротний хавільдар майор (CHM) був найстаршим унтер-офіцером у роті, еквівалент командиру роти (ротний). Знаками розрізнення була емблема Лева Ашоки.
 Полковій квартирмейстер хавільдар (RQMH) був еквівалентом полковий квартирмейстер сержант.
 Полковій хавільдар майор (RHM) був еквівалентом полковий старшина.